# Hans Liljedahl
Hans Liljedahl (n. 1913, Stockholm, Suedia – d. 1991, Lidingö, Comitatul Stockholm, Suedia) a fost un trăgător de tir ce a reprezentat Suedia, medaliat olimpic. A participat la o ediție a Jocurilor Olimpice (1952) în care a câștigat o medalie de bronz.

## Participări
Lista de mai jos prezintă principalele competiții la care a participat Hans Liljedahl de-a lungul carierei.
- shooting at the 1952 Summer Olympics – men's trap[*]